# Medaille „30. Jahrestag des Sieges im Großen Vaterländischen Krieg 1941–1945“

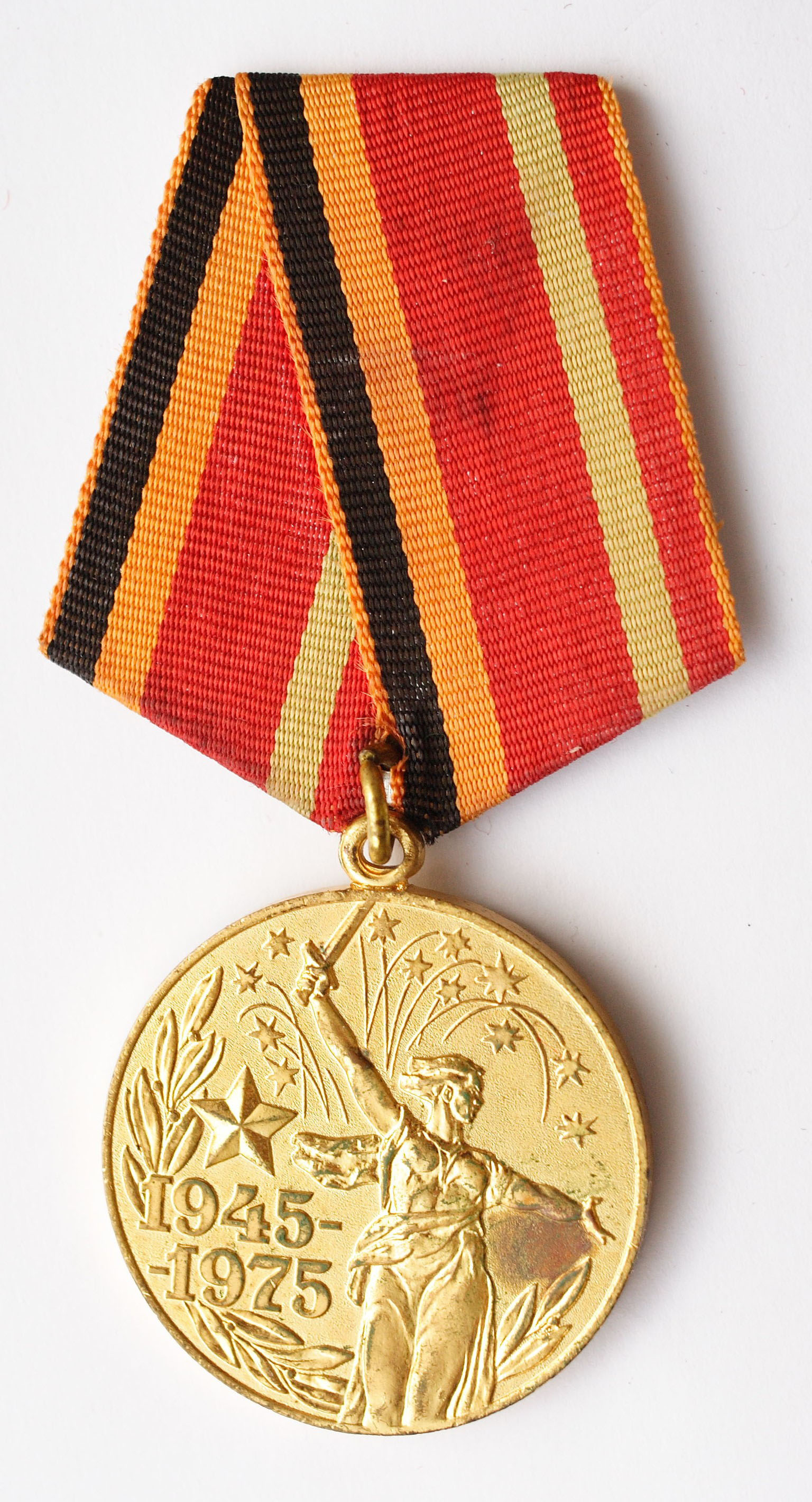
Avers der Medaille

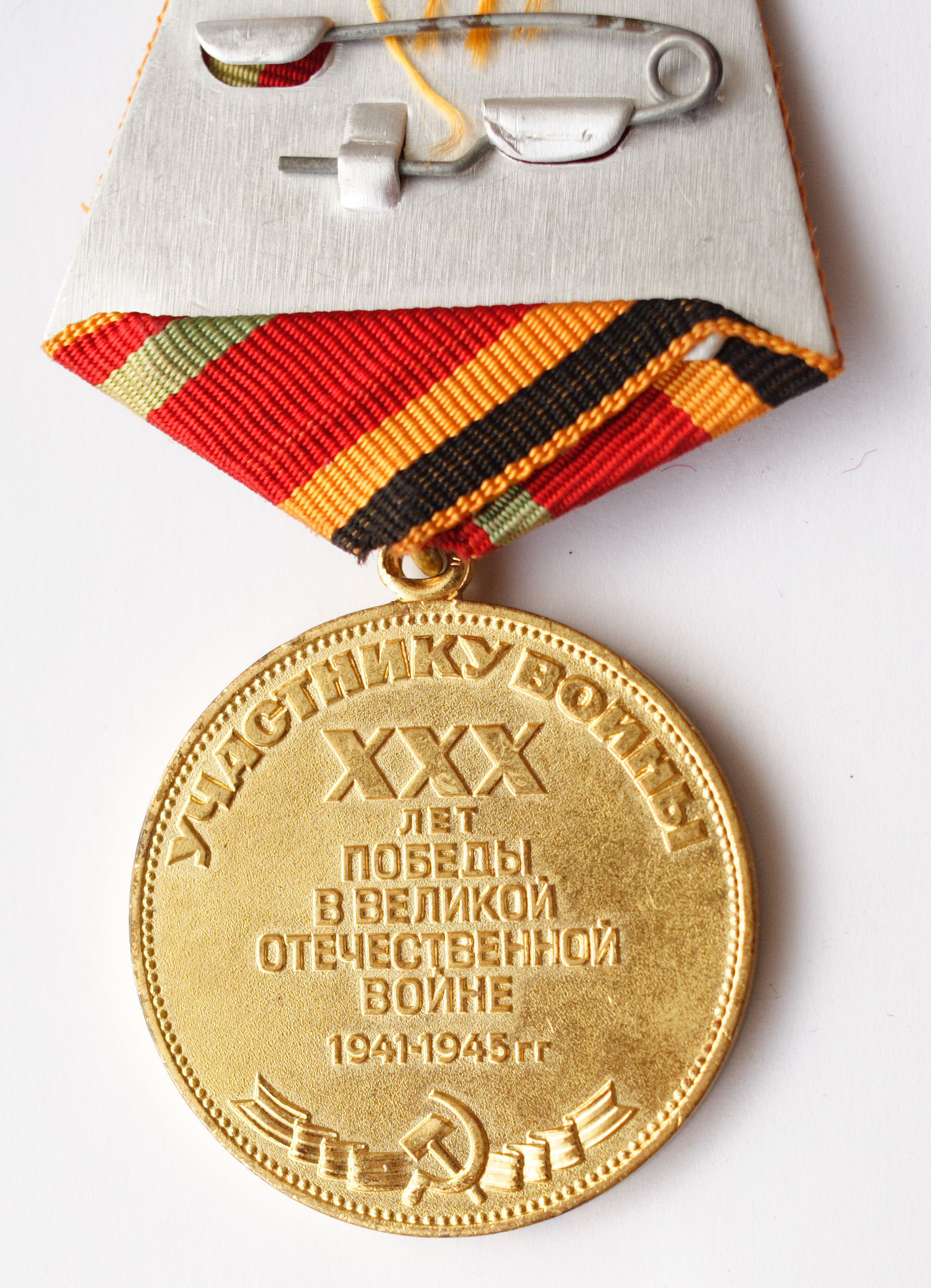
Revers der Medaille

Die Medaille „30. Jahrestag des Sieges im Großen Vaterländischen Krieg 1941–1945“ (russisch Юбилейная медаль «Тридцать лет Победы в Великой Отечественной войне 1941—1945 гг.») war eine Auszeichnung der ehemaligen Sowjetunion, welche am 25. April 1975 anlässlich des 30. Jahrestages des Sieges im Vaterländischen Krieg gegen Hitlerdeutschland in einer Stufe gestiftet wurde. Die Medaille erhielten überwiegend alle militärischen und zivilen Personen, die in den Sowjetischen Streitkräften am Sieg im Großen Vaterländischen Krieg beteiligt waren.
Die 36 mm durchmessende vergoldete Medaille aus Messing zeigt auf ihrem Avers die Mutter-Heimat-Statue in Wolgograd vor einem Feuerwerk. Links daneben ist ein Lorbeerzweig, ein Sowjetstern sowie die Jahreszahlen 1945-1975 zu sehen. Das Revers der Medaille zeigt dagegen die siebenzeilige Inschrift: XXX0 / лет / Победы / в Великой / Отечественной / войне / 1941–1945 гг. (30 Jahre des Sieges im Großen Vaterländischen Krieg 1941–1945) sowie einen darunter liegendes wehendes Band mit Hammer und Sichel. Der obere Halbkreis der Medaille wird von der Umschrift: УЧАСТНИКУ войны (dem Kriegsteilnehmer) bestimmt. Getragen wurden die Medaille an der linken Brustseite des Beliehenen an einer pentagonalen roten Spange dessen Saum orange ist. Zusätzlich sind auf der linken Seiten des Bandes die senkrechten Mittelstreifen Schwarz-Orange eingewebt sowie rechts ein weiterer grauer. Die Interimspange ist von gleicher Beschaffenheit. Es wurden 14.259.560 Medaillen verliehen.